# Стебное
Стебное (укр. Стебне) — село в Звенигородском районе Черкасской области Украины.
Население по переписи 2001 года составляло 1485 человек. Занимает площадь 5,489 км². Почтовый индекс — 20208. Телефонный код — 4740.
Находится в 7 километрах от районного центра Звенигорода и в 5 километрах от железнодорожной станции Богачёво. Находится рядом с сёлами Ольховец Звенигородского района и Зализнячка зеркивское Катеринопольского района. Также неподалёку расположен город районного значения Ватутино.

## История
Существует несколько версий в форме приданий о происхождении названия села. Так, одна из них: что название пошло от неправильного произношения слова степное. Вторая — о том, что местные паны часто секли местных крестьян и название пошло от этих действий. Но наиболее подтверждённая версия — о том, что название села — это видоизменённое слово стебель. Из вырезанных ивовых стеблей здесь до сих пор есть мастера, делающие корзины.
В 1885 году в селе была построена церковь взамен ныне существовавшей сгоревшей церкви.
Сильный толчок в развитии село получилось уже в XX веке, под руководством Василия Александровича Цыбы. В этот период в селе появились Детский сад и клуб, а также заасфальтирована центральная дорога и некоторые другие улицы.
В современный период независимой Украины.

## Местный совет
20208, Черкасская обл., Звенигородский р-н, с. Стебное